# Frane Ikić
Frane Ikić (Zara, 19 giugno 1994) è un calciatore croato, difensore del Buxoro.

## Carriera
Il 9 agosto 2021 viene acquistato a titolo definitivo dalla squadra ungherese del Gyirmót.

## Statistiche

### Presenze e reti nei club
Statistiche aggiornate al 25 ottobre 2021.
| Stagione             | Squadra              | Campionato           | Campionato | Campionato | Coppe nazionali | Coppe nazionali | Coppe nazionali | Coppe continentali | Coppe continentali | Coppe continentali | Altre coppe | Altre coppe | Altre coppe | Totale | Totale |
| Stagione             | Squadra              | Comp                 | Pres       | Reti       | Comp            | Pres            | Reti            | Comp               | Pres               | Reti               | Comp        | Pres        | Reti        | Pres   | Reti   |
| -------------------- | -------------------- | -------------------- | ---------- | ---------- | --------------- | --------------- | --------------- | ------------------ | ------------------ | ------------------ | ----------- | ----------- | ----------- | ------ | ------ |
| 2012-2013            | Zara                 | 1.HNL                | 2          | 0          | CC              | 0               | 0               |                    | -                  | -                  |             | -           | -           | 2      | 0      |
| 2013-2014            | Zara                 | 1.HNL                | 20         | 0          | CC              | 2               | 0               |                    | -                  | -                  |             | -           | -           | 22     | 0      |
| 2014-2015            | Zara                 | 1.HNL                | 22         | 2          | CC              | 4               | 0               |                    | -                  | -                  |             | -           | -           | 26     | 2      |
| Totale Zadar         | Totale Zadar         | Totale Zadar         | 44         | 2          |                 | 6               | 0               |                    | -                  | -                  |             | -           | -           | 50     | 2      |
| 2015-2016            | Rijeka               | 1.HNL                | 0          | 0          | CC              | 0               | 0               |                    | -                  | -                  |             | -           | -           | 0      | 0      |
| 2016-feb. 2017       | Rijeka               | 1.HNL                | 0          | 0          | CC              | 0               | 0               | UEL                | 0                  | 0                  |             | -           | -           | 0      | 0      |
| Totale Rijeka        | Totale Rijeka        | Totale Rijeka        | 0          | 0          |                 | 0               | 0               |                    | 0                  | 0                  |             | -           | -           | 0      | 0      |
| feb.-mag. 2017       | Koper                | 1.SNL                | 1          | 0          |                 | -               | -               |                    | -                  | -                  |             | -           | -           | 1      | 0      |
| 2017-2018            | Cibalia              | 1.HNL                | 19         | 1          | CC              | 0               | 0               |                    | -                  | -                  |             | -           | -           | 19     | 1      |
| 2018-feb. 2019       | Cibalia              | 2.HNL                | 0          | 0          | CC              | 0               | 0               |                    | -                  | -                  |             | -           | -           | 0      | 0      |
| Totale Cibalia       | Totale Cibalia       | Totale Cibalia       | 19         | 1          |                 | 0               | 0               |                    | -                  | -                  |             | -           | -           | 19     | 1      |
| feb.-mag. 2019       | Zara                 | 2.HNL                | 7          | 0          |                 | -               | -               |                    | -                  | -                  |             | -           | -           | 7      | 0      |
| 2019-feb. 2020       | Fužinar              | 2.SNL                | 16         | 3          |                 | -               | -               |                    | -                  | -                  |             | -           | -           | 16     | 3      |
| feb.-mag. 2020       | Široki Brijeg        | PL                   | 2          | 0          | CB              | 1               | 0               |                    | -                  | -                  |             | -           | -           | 3      | 0      |
| 2020-2021            | Široki Brijeg        | PL                   | 25         | 2          | CB              | 1               | 0               | UEL                | 0                  | 0                  |             | -           | -           | 26     | 2      |
| Totale Široki Brijeg | Totale Široki Brijeg | Totale Široki Brijeg | 27         | 2          |                 | 2               | 0               |                    | 0                  | 0                  |             | -           | -           | 29     | 2      |
| 2021-2022            | Gyirmót              | NB1                  | 6          | 0          | CU              | 0               | 0               |                    | -                  | -                  |             | -           | -           | 6      | 0      |
| Totale carriera      | Totale carriera      | Totale carriera      | 120        | 8          |                 | 8               | 0               |                    | 0                  | 0                  |             | -           | -           | 128    | 8      |